# Marina Auto Stadium
Le Marina Auto Stadium (anciennement le PAETEC Park, Sahlen's Stadium, Capelli Sport Stadium et Rochester Rhinos Stadium), est un stade de soccer situé à Rochester dans l'état de New York aux États-Unis. C'est le stade résident de trois clubs de soccer : les Rhinos de Rochester (USL Pro), le Flash de Western New York (Women's Professional Soccer) et les Ravens de Rochester  (W-League) et du club de crosse au champ les Rattlers de Rochester (Major League Lacrosse). Il accueille également différentes compétitions de football américain universitaire et de hockey sur gazon.

## Histoire

### Histoire du stade
Le stade a été dessiné par le cabinet d'architecte HOK Sport (Populous actuellement). Il a été construit sur un remblai du Canal Érié à travers la ville de Rochester. Le PAETEC Park a été financé par l'État de New York, la ville de Rochester et les Rhinos de Rochester. L'État de New York a financé 23 des 35 millions de dollars du coût de construction, les deux autres parties payant le reste. Le stade commence à être construit en 2004 et est inauguré le 3 juin 2006 par un match à guichets fermés entre les Rhinos de Rochester et Virginia Beach Mariners (score final 2-2).

### Naming
Le stade a d'abord été appelé le PAETEC Park du nom d'une compagnie locale, la PAETEC Holding Corporation (en) dès l'ouverture du stade. Ce contrat est signé pour 7 ans et 2,1 millions de dollars mais ne durera que deux ans en raison de la faillite du club qui sera repris par l'homme d'affaires Rob Clark. Après une courte période sous le nom de Rochester Rhinos Stadium, un nouveau contrat de naming est établi en 2009 avec l'entreprise automobile Marina Auto Group, le stade devenant ainsi le Marina Auto Stadium. Le 10 février 2011, le contrat de naming s'achevant avec le Marina Auto Group, Joe Sahlen propriétaire d'une entreprise de transformation de la viande et des Western New York Flash, une franchise de WPS achète les droits du nom du stade qui devient pour 10 ans, le
Sahlen's Stadium,, sa franchise y jouant à partir de cette année.

## Événements
- Coupe Steinfeld de Major League Lacrosse en 2007.
- Premier match disputé en extérieur de l'histoire de la Indoor Football League